# Abfall-Zwischenlager Grafenrheinfeld
Das Abfall-Zwischenlager Grafenrheinfeld (AZR; ehemals Bereitstellungshalle für radioaktive Abfälle und Reststoffe (BeHa)) ist ein Lager für schwach- und mittelradioaktive Abfälle am Standort des Kernkraftwerks Grafenrheinfeld.

## Geschichte
Seit dem 3. Mai 2021 ist die BGZ Gesellschaft für Zwischenlagerung die Betreibergesellschaft des AZR.
Die Genehmigung ist unbefristet.

## Daten
Das Lager besteht aus zwei Hallen und ist etwa 101 m lang, 28 m breit und 17 m hoch und für ein Gesamtvolumen von 6000 m³ radioaktiver Abfälle. Neben Abfällen vom Standort dürfen auch bis zu 20 % Abfälle von anderen Standorten der Preussenelektra eingelagert werden.